# Andrés Narvarte
Andrés Narvarte Pimentel (La Guaira, Capitanía General de Venezuela, 1781 - Caracas, Venezuela, 31 de marzo de 1853) fue un político y abogado venezolano que ejerció los cargos de Vicepresidente y Presidente Provisional en varias oportunidades. Fue uno de los partidarios más fieles de José Antonio Páez .

## Biografía
Hijo de Joaquín Narvarte  y de María Josefa Pimentel y de la Mota, los primeros años de vida de Narvarte transcurrieron en La Guaira. A los 23 años se graduó como abogado de la carrera de Derecho Civil en la Universidad de Caracas. En 1810 se unió al movimiento independentista destinado a liberar a Venezuela del dominio español.

### Participación en la Independencia
Entre marzo de 1811 y marzo de 1812 obtuvo su primer cargo político de relevancia, fue designado a sus treinta años como suplente a la vicepresidencia bajo el mandato de Cristóbal Mendoza. Posteriormente entre 1813 y 1814 gobernó la provincia de Trujillo. No obstante ante la caída de la Segunda República se ve obligado a exiliarse en la isla de Saint Thomas. 
En 1819 hay indicios de su regreso al país al encontrarse residenciado en Juangriego y en 1822 asumió el cargo de intendente de Venezuela. Creyente de la masonería para 1824 ya ostentaba el rango más alto dentro de esa organización, el grado 33. Ese mismo año y, en conmemoración de la Batalla de Carabobo, organizó y fundó en Caracas «la Gran Logia de la Gran Colombia».
En el año de 1830 fue elegido como diputado por Caracas para el Congreso Constituyente que le daría identidad jurídica independiente a Venezuela. En esa posición abogó a favor de aquellos que atentaron contra la vida de Simón Bolívar en 1828 y pidió que sus derechos como ciudadanos fueran restituidos. A pesar de ello el Congreso no aprobó dicha petición. De la misma manera solicitó al Parlamento que Venezuela se convirtiera en refugio para todos aquellos individuos que hubieran sido expulsados o perseguidos por expresar sus ideas a favor de la libertad.

## Presidencias

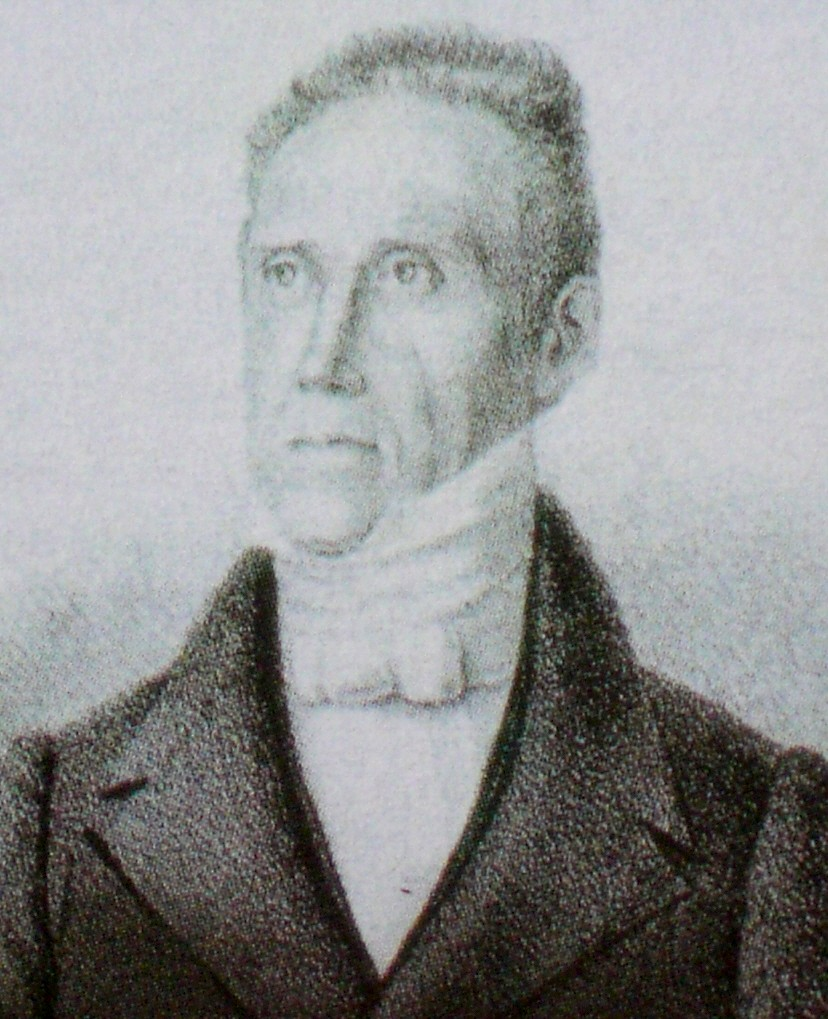
Imagen de Andrés Narvarte.

### Primer periodo provisorio
El 20 de enero de 1835 se instalaron las Cámaras Legislativas, y ese mismo día se efectuó la transmisión de poder público de manos del general José Antonio Páez a las del Vicepresidente para ese entonces, Andrés Narvarte, quien ejerció las funciones de Presidente de la República hasta el 9 de febrero de 1835, bajo el título de "Vicepresidente de la República, encargado del Poder Ejecutivo". El 6 de febrero de 1835, en el edificio de la Capilla del Semi.

El Congreso de la República procedió al acto del escrutinio para elegir al Presidente de la República, y abierto los Registros Electorales, los resultados fueron los siguientes; José María Vargas, 103 Votos (50,99%), Carlos Soublette, 45 (22,77%) y Santiago Mariño 27 (13.36%).
Como ninguno de los candidatos obtuvo las dos terceras partes requeridas por la ley, se realizó una primera vuelta eleccionaria entre los tres candidatos que obtuvieron más votos, de todos modos fueron necesarios dos procesos eleccionarios para decidir al que sería el nuevo Presidente de la República José María Vargas.

### Segundo periodo provisorio
Narvarte de 55 años de edad vuelve al poder por la renuncia irrevocable de José María Vargas, en su condición de Vicepresidente de la República, quedó encargado del Poder Ejecutivo desde el 24 de abril de 1836, funciones que ejerció durante 9 meses, hasta el 20 de enero de 1837, fecha en la que concluyó el periodo vicepresidencial. 
Hacia 1848 se produjo la ruptura entre los conservadores, liderados por José Antonio Páez y José Tadeo Monagas, presidente para ese momento. Esto trajo como consecuencia el rechazo por parte de Monagas de gobernar con los conservadores. Ante esta situación y debido al estrecho vínculo de Narvarte con los conservadores, y con Páez en especial, el abogado decidió retirarse de la vida pública hasta su muerte acaecida en Caracas en 1853.